# Кордура

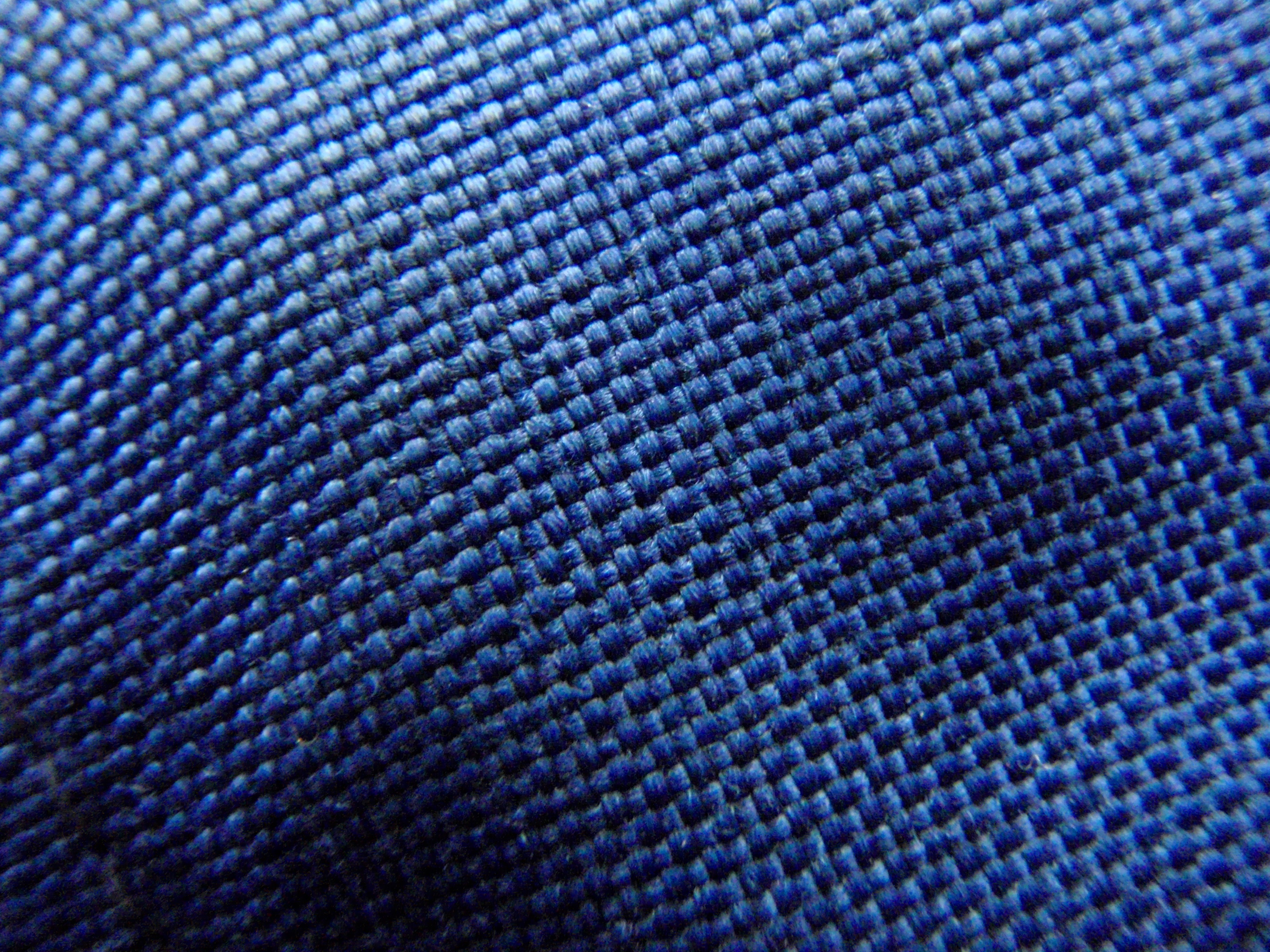
Одёжная кордура

Кордура (CORDURA® — зарегистрированная торговая марка сертифицированного нейлона от фирмы INVISTA) — толстая нейлоновая ткань с особой структурой нити, с водоотталкивающей пропиткой и с полиуретановым покрытием. Кордура изначально предназначалась для армии. Ткань обрабатывается в несколько приёмов и покрытие получается очень качественным и держится достаточно долго. Кроме того, иногда в нить добавляется до 10 % хлопка, в результате поверхность оказывается как бы мохнатой, с ворсом, что позволяет увеличить стойкость ткани к истиранию.

## Свойства
Кордура представляет собой полиамидную ткань, в которой за счёт особой структуры нити (сделанной из нарезанных и скрученных волокон) достигнута четырёхкратная стойкость к истиранию по сравнению с простым нейлоном, также состоящим из полиамида. Заметно превосходит обычную ткань по прочности на разрыв и стойкости к истиранию. Температура плавления 210° С. Линейная плотность волокон ткани составляет от 100 den до 1000 den.

### Преимущества
- Высокая прочность на разрыв и, вообще, устойчивость к механическим воздействиям.
- Очень высокая устойчивость к истиранию.
- Технологичность (не осыпается при раскройке, при условии соблюдения технологии).
- Водоотталкивающие свойства.
- Хорошая паропроницаемость и ветроустойчивость, что важно в случае использования в одежде и обуви.
- Легко чистится.

### Недостатки
- Относительно высокая стоимость.
- Высокая плотность (при равной прочности она несколько тяжелее хлопка).
- Чувствительность к низким температурам: на морозе -25°C и ниже пропитка, даже с пластификаторами, «дубеет».
- Низкая стойкость к огню.
- Промокает (с некоторыми типами пропитки), намокшая ткань сравнительно долго сохнет, хотя в намокшем состоянии она легче, чем мокрая хлопковая ткань.
- Портится под действием ультрафиолетового излучения, впрочем, как и любая ткань.
- Встречаются утверждения, что изделия из кордуры заметно «трещат» из-за трения деталей, из-за чего они хуже подходят для скрытного перемещения.

## Применение
Используется для изготовления экипировки различного назначения: сумки, рюкзаки и дополнительные элементы к ним, ремни поясные и багажные, чехлы для ношения оружия и так далее. Также может применяться при изготовлении специальной одежды (например, мото-экипировки), целиком или в отдельных элементах.